# Maha Sarakham (tỉnh)
Maha Sarakham hay Mahasarakham (tiếng Thái: มหาสารคาม, phát âm [mā.hǎː sǎː.rá.kʰāːm]) 
là một tỉnh thuộc vùng Isan của Thái Lan, giáp với các tỉnh Kalasin, Roi Et, Surin, Buriram và Khon Kaen. Tỉnh lị là thị xã Maha Sarakham. Đây là một trong những tỉnh sản xuất gạo nhiều nhất Thái Lan. Sông Chi là nguồn nước phục vụ tưới tiêu cho các cánh đồng lúa.